# Liste der Naturdenkmale in Gönnersdorf (Eifel)
Die Liste der Naturdenkmale in Gönnersdorf nennt die im Gemeindegebiet von Gönnersdorf ausgewiesenen Naturdenkmale (Stand 4. Juni 2024).

## Naturdenkmale
| Nr.         | Bezeichnung          | Lage                                                     | Beschreibung                  | Bild            |
| ----------- | -------------------- | -------------------------------------------------------- | ----------------------------- | --------------- |
| ND-7233-015 | Hippelsteinchen      | nordöstlich des Ortes; Abteilung Auf dem Hierenberg Lage | solitärer Dolomitfelsen       | Fotos hochladen |
| ND-7233-016 | Kalkfelsen Die Leien | südöstlich des Ortes; Abteilung An den Leyen Lage        | Kalkfelskette, ca. 200 m lang | Fotos hochladen |